# Pazifischer Geigenrochen
Der Pazifische Geigenrochen (Pseudobatos productus, Syn.: Rhinobatos productus), lebt an der Küste des östlichen Pazifik von San Francisco bis zum Golf von Mexiko, möglicherweise auch bis Mazatlán. Er ist recht häufig.

## Merkmale
Weibchen des Pazifischen Geigenrochen werden maximal 1,70 Meter lang und 18 kg schwer, Männchen bleiben mit 1,19 Meter Länge und 9,75 kg Gewicht deutlich kleiner. Die rautenförmige Körperscheibe des Pazifischen Geigenrochen ist länger als breit. Die Rückenseite ist, mit Ausnahme von einzelnen Dornreihen um die Augen und entlang der Rücken- und Schwanzmitte, relativ glatt und einfarbig sandigbraun. Die erste Rückenflosse liegt näher zur Basis der Brustflossen als zum Beginn der Schwanzflosse. Der Schwanz ist dick, die Schwanzflosse mittelgroß, ohne deutlich ausgeprägten unteren Lobus. Das Rostrum ist lang und an der Spitze abgerundet. Die Zähne sind klein und abgerundet. In beiden Kiefern befinden sich über 200 Zähne in jeweils zwei Zahnreihen. Der Spiraldarm zählt 8 bis 10 Windungen. Pazifische Geigenrochen können bis zu 16 Jahre alt werden.

## Lebensweise
Der Pazifische Geigenrochen lebt einzeln oder in kleinen Gruppen küstennah in flachem Wasser, normalerweise von der Wasseroberfläche bis in 13 Meter maximal bis zu einer Tiefe von 91 Metern.
Bevorzugtes Habitat sind sandige und schlammige Buchten, Seegraswiesen, Flussmündungen und Felsriffe. Den Tag verbringen die Tiere meist im Sand eingegraben, um in der Nacht auf Nahrungssuche zu gehen. Pazifische Geigenrochen ernähren sich von Krabben, kleinen Fischen, Muscheln und Würmern. Sie unternehmen lange Wanderungen, sind ovovivipar und gebären pro Wurf 6 bis 28 Jungrochen, die bei der Geburt 15 cm lang sind.